# ساوث میمز
ساوث میمز (به انگلیسی: South Mimms) یک روستا و محله مدنی در بریتانیا است که در Hertsmere واقع شده‌است. ساوث میمز ۸۵۵ نفر جمعیت دارد.